# Frank Isola
Frank Isola (* 20. Februar 1925 in Detroit; † 12. Dezember 2004 ebenda) war ein amerikanischer Jazz-Schlagzeuger.

## Leben
Frank Isola spielte ab 1936 Schlagzeug, nachdem er Gene Krupa gehört hatte, arbeitete in Kalifornien mit Bobby Sherwood und Earle Spencer 1946, danach in New York mit Johnny Bothwell und Elliot Lawrence ab 1947, bei Stan Getz 1951 bis 1953 und in Gerry Mulligans klavierlosem Quartett 1953/1954. Mit dieser Formation trat er im Juni 1954 mehrfach in Paris auf, zu hören auf dem Vogue-Album Pleyel Concert.
 
Nach freiberuflicher Tätigkeit in New York ging er 1957 nach Detroit. Er nahm außerdem Platten mit Mose Allison, Eddie Bert, Bob Brookmeyer, Jimmy Raney, Johnny Williams und Tony Fruscella auf.